# Coenocyathus goreaui
Coenocyathus goreaui är en korallart som beskrevs av Wells 1972. Coenocyathus goreaui ingår i släktet Coenocyathus och familjen Caryophylliidae. Inga underarter finns listade i Catalogue of Life.